# Altolamprologus compressiceps
Altolamprologus compressiceps ist eine afrikanische Buntbarschart, die endemisch im ostafrikanischen Tanganjikasee vorkommt.

## Merkmale
Altolamprologus compressiceps hat einen seitlich stark abgeflachten, hochrückigen Körper, dessen Höhe 40 % der Standardlänge erreichen kann. Die Art kann eine Maximallänge von 13 cm erreichen, bleibt in der Regel aber kleiner. Ein Geschlechtsdimorphismus besteht nicht. Im Unterschied zu Altolamprologus calvus ist der Nacken bei A. compressiceps beschuppt. In der auffällig hohen Rückenflosse kann man 20 bis 21 Dorsalstacheln zählen, 9 bis 12 Analstacheln hat die Afterflosse. Das Maul ist dicht bezahnt und sehr dehnfähig. Es gibt verschiedene Lokalpopulationen die eine unterschiedliche Grundfärbung haben und die Fische können braunbeige, olivgrün oder gelblich sein. Die Körperseiten sind durch 6 bis 7 dunkle Querbinden gemustert, die bei jüngeren Exemplaren deutlicher zu sehen sind als bei älteren. Die Brustflossen sind gelb bis rötlich-orange.
- Schuppenformel: 31–34 (mLR).[2]

## Lebensweise
Altolamprologus compressiceps lebt in Tiefen von zwei bis zehn Metern, maximal 30 Meter in der Felszone des Tanganjikasees. Die Fische ernähren sich karnivor von sehr kleinen anderen Fischen und von kleinen Süßwassergarnelen, denen sie mit ihrem schmalen Körper auch bei deren Flucht in enge Gesteinsspalten folgen können. Altolamprologus compressiceps ist ein Höhlenbrüter und bildet eine Elternfamilie.

## Systematik
Die Art wurde im Jahr 1898 durch den belgisch-britischen Zoologen George Albert Boulenger als Lamprologus compressiceps beschrieben. Sie wurde im Jahr 1986 Typusart der Gattung Altolamprologus, die vom belgischen Ichthyologen Max Poll eingeführt wurde, zugeordnet. Neben A. compressiceps enthält Altolamprologus noch Altolamprologus calvus (Poll, 1978) sowie eine bisher unbeschriebene kleinwüchsige Art, Altolamprologus sp. "shell". Bei einer molekulargenetischen Untersuchung fand man heraus, dass die für A. calvus und A. compressiceps typischen Haplotypen ein unordentliches Netzwerk bilden, was eventuell durch zahlreiche Hybridisierungsereignisse infolge von Schwankungen des Seewasserspiegels und der damit verbundenen Möglichkeit, dass sich verschiedene, vorher getrennte Populationen begegnen und mischen konnten, verursacht wurde.